# Menso von Heiden
Menso von Heiden (* im 16. Jahrhundert; † nach 1612) war Domherr in Münster.

## Leben
Menso von Heiden entstammte dem westfälischen Adelsgeschlecht von Heiden und war der Sohn des Wennemar von Heiden und dessen Gemahlin Agnes von Rhede zu Brandlecht. Sie hatten 1538 geheiratet. In erster Ehe war Wennemar mit Elisabeth von Plettenberg verheiratet. Im Jahre 1562 erhielt Menso eine münstersche Dompräbende, in deren Besitz er bis zum Jahre 1575 blieb. Er verzichtete auf seine Pfründe und heiratete Sybilla von Westerholt. Aus der Ehe gingen eine Tochter und drei Söhne hervor.